# Saint-Paul-de-Loubressac
Pour les articles homonymes, voir Saint-Paul.
Saint-Paul-de-Loubressac est une ancienne commune française, située dans le département du Lot en région Occitanie devenue, le 1er janvier 2016, une commune déléguée de la commune nouvelle de Saint-Paul-Flaugnac.

## Géographie
Village situé dans le Quercy sur la Lupte et le Lemboulas.

### Communes limitrophes
Le village est limitrophe du département de Tarn-et-Garonne.
|                                                            | Pern                     | Fontanes                              |
| Flaugnac (Saint-Paul-Flaugnac)                             | Saint-Paul-de-Loubressac | Montdoumerc                           |
| Castelnau-Montratier (Castelnau Montratier-Sainte Alauzie) |                          | Montpezat-de-Quercy (Tarn-et-Garonne) |

## Toponymie
- Avant 1801 Saint-Paul et Labouffie étaient deux communes distinctes.
- De 1801 à 1942 elles sont réunies sous le nom de Saint-Paul-Labouffie.
- Du 9 août 1942 à 2016 la commune est renommée Saint-Paul-de-Loubressac par décision du conseil municipal.
- Depuis 2016 la commune est renommée Saint-Paul-Flaugnac.

Le toponyme Saint-Paul-de-Loubressac, en occitan Sent Pau, est basé sur l'hagiotoponyme chrétien qui fait référence à l'apôtre Paul de Tarse ou à un autre Saint Paul et sur Loubressac. Jusqu'en 1943, la commune s'appelait Saint-Paul-Labouffie. Labouffie vient de l'occitan bofia qui désigne un creux, une grotte ou un ravin.

## Histoire
Labouffie fut un fief qui appartenait aux Templiers de la commanderie de Cahors au XIIIe siècle.

## Politique et administration
| Période                                  | Période          | Identité          | Étiquette     | Qualité                                                                       |
| ---------------------------------------- | ---------------- | ----------------- | ------------- | ----------------------------------------------------------------------------- |
| 1900                                     | 1904             | Antonin Lacaze    |               | notaire                                                                       |
| 1904                                     | 1938             | Louis Lacaze      |               | avocat                                                                        |
| 1938                                     | 1944             | Bernard Lacaze    |               | ingénieur                                                                     |
| 1944                                     | 1945             | François Hébrard  |               |                                                                               |
| 1945                                     | 1947             | Louis Cammas      |               |                                                                               |
| 1947                                     | 1951             | Sylvain Fourniols |               | notaire                                                                       |
| 1951                                     | mars 1965        | Paul Pélissié     |               |                                                                               |
| mars 1965                                | mars 1971        | Camille Gisbert   |               |                                                                               |
| mars 1971                                | mars 2008        | Roger Gisbert     | PS            | viticulteur, conseiller général du canton de Castelnau-Montratier (1988-2001) |
| mars 2008                                | mars 2014        | Jacques Périé     | Apparenté PCF |                                                                               |
| mars 2014                                | 31 décembre 2015 | Claude Pouget     |               |                                                                               |
| Les données manquantes sont à compléter. |                  |                   |               |                                                                               |

## Démographie
L'évolution du nombre d'habitants est connue à travers les recensements de la population effectués dans la commune depuis 1793. À partir du 1er janvier 2009, les populations légales des communes sont publiées annuellement dans le cadre d'un recensement qui repose désormais sur une collecte d'information annuelle, concernant successivement tous les territoires communaux au cours d'une période de cinq ans. 
Pour les communes de moins de 10 000 habitants, une enquête de recensement portant sur toute la population est réalisée tous les cinq ans, les populations légales des années intermédiaires étant quant à elles estimées par interpolation ou extrapolation. Pour la commune, le premier recensement exhaustif entrant dans le cadre du nouveau dispositif a été réalisé en 2007,.
En 2013, la commune comptait 555 habitants, en évolution de +3,54 % par rapport à 2008 (Lot : +0,05 %, France hors Mayotte : +2,49 %).
| 1793 | 1800 | 1806 | 1821 | 1831 | 1836 | 1841 | 1846 | 1851 |
| ---- | ---- | ---- | ---- | ---- | ---- | ---- | ---- | ---- |
| 310  | 850  | 866  | 850  | 883  | 900  | 829  | 827  | 852  |

| 1856 | 1861 | 1866 | 1872 | 1876 | 1881 | 1886 | 1891 | 1896 |
| ---- | ---- | ---- | ---- | ---- | ---- | ---- | ---- | ---- |
| 850  | 824  | 780  | 755  | 740  | 741  | 682  | 602  | 560  |

| 1901 | 1906 | 1911 | 1921 | 1926 | 1931 | 1936 | 1946 | 1954 |
| ---- | ---- | ---- | ---- | ---- | ---- | ---- | ---- | ---- |
| 548  | 524  | 536  | 512  | 509  | 467  | 437  | 359  | 375  |

| 1962 | 1968 | 1975 | 1982 | 1990 | 1999 | 2007 | 2012 | 2013 |
| ---- | ---- | ---- | ---- | ---- | ---- | ---- | ---- | ---- |
| 378  | 364  | 362  | 380  | 423  | 430  | 516  | 557  | 555  |

## Économie
Viticulture : Coteaux-du-quercy.

## Lieux et monuments
- L'église Saint-Paul de Loubressac. L'église Saint-Paul de Loubressac ;

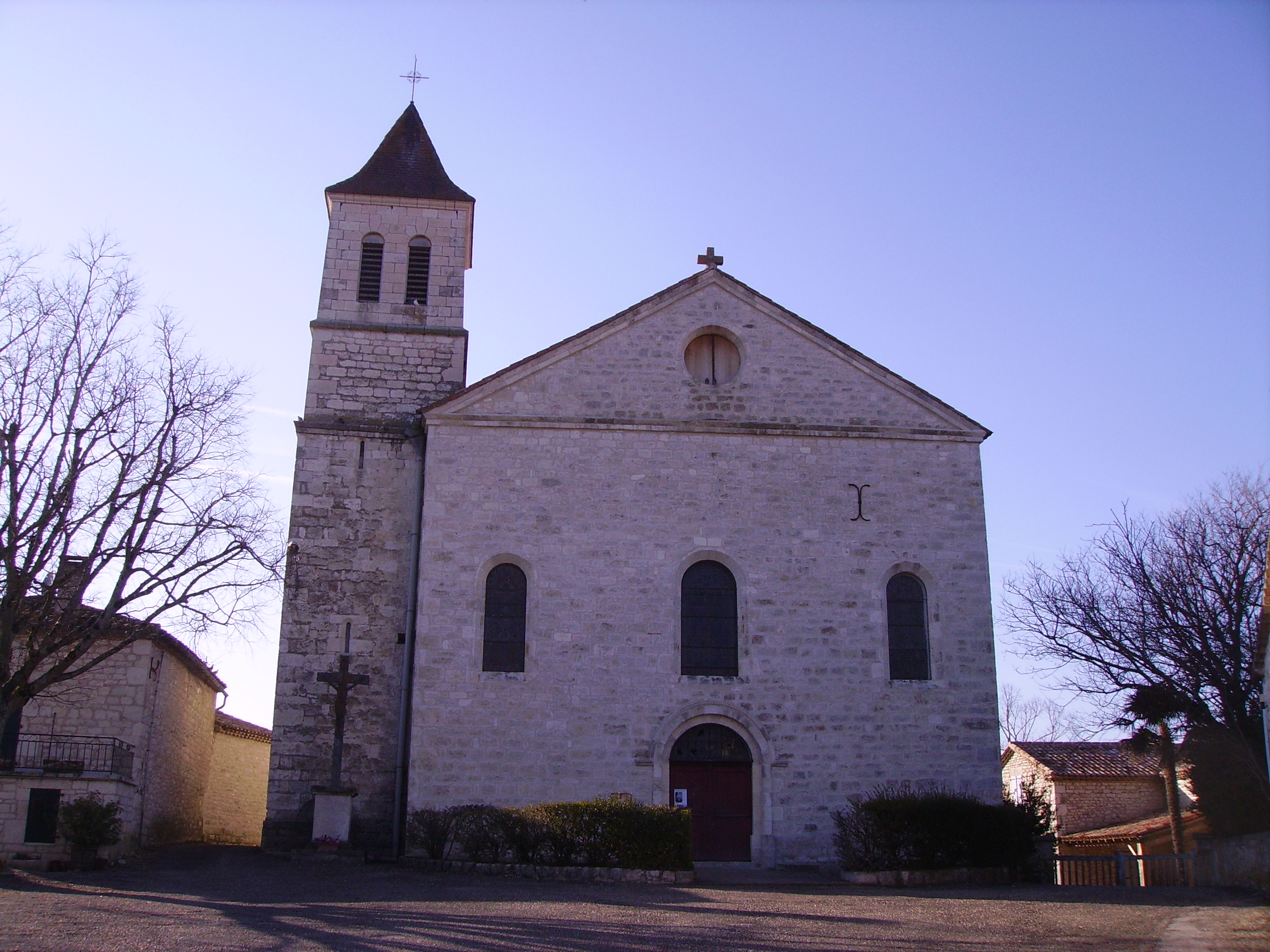
L'église Saint-Paul de Loubressac

- L'église Saint-Étienne au lieu-dit Saint-Étienne [8].;
- L'hôtel de ville.